# 王涛 (1943年)
王涛（1943年—），原名王守信，男，安徽合肥人，中国画家，一级美术师，享受国务院政府特殊津贴专家，现任中国画学会副会长。

## 生平
1967年毕业于安徽师范大学（原合肥师范学院）艺术系，1981年毕业于中国美术学院（原浙江美术学院）国画系研究生班，同年分配至安徽省书画院工作。1985年出任安徽省书画院院长、安徽省美术家协会副主席。1989年当选中国美术家协会理事，1999年出任第九届全国美展港澳台地区评委，2003年出任第十届全国美展中国画评委。2015年10月，当选中国画学会副会长。

## 奖励
- 1984年，作品《复苏的土地》入选“第六届全国美展”获优秀奖
- 1990年，作品《李白诗意图》入选“亚细亚第二十四回现代美展”获头奖
- 1992年，作品《卧薪尝胆》等五幅作品入选“加拿大海外中国书画研究会画展”获枫叶奖[6]